# № 1 (фрегат, 1798)
№ 1 — парусный фрегат Каспийской флотилии Российской империи, находившийся в составе флота с 1798 по 1810 год, один из пяти фрегатов типа «Кавказ». В течение службы совершал плавания в Каспийском море вплоть до берегов Персии, использовался для охраны купеческого мореплавания, принимал участие в бомбардировке Баку 1799 году и войне с Персией 1803—1813 годов. По окончании службы был разобран в Астрахани.

## Описание судна
Парусный деревянный фрегат типа «Кавказ», одно из пяти судов этого типа, строившихся для нужд Каспийской флотилии на Казанской верфи с 1784 по 1798 год. Длина судна по сведениям из различных источников могла составлять от 30,48 до 30,5 метра, ширина от 7,9 до 7,92 метра, а осадка от 2,4 до 2,44 метра. Вооружение судна по сведениям из различных источников составляли от двенадцати до четырнадцать 6-фунтовых орудий и до шести полуфунтовых фальконетов.

## История службы
Фрегат № 1 был заложен на стапелях Казанской верфи 23 декабря 1796 (3 января 1797) года и после спуска на воду 24 апреля (5 мая) 1798 года вошёл в состав Каспийской флотилии России. Строительство фрегата вели кораблестроители А. Г. Степанов и В. Д. Власов.
В кампанию 1798 года фрегат был переведён по Волге с верфи в Астрахань.
В кампанию 1799 года совершал плавания в Каспийском мере. 6 (17) февраля 1799 года вместе с бомбардирским кораблём «Кизляр» подошёл к Баку, где русские купцы подвиглись притеснениям местных властей. После двухчасовой бомбардировки города русскими судами на борт фрегата прибыли парламентёры от бакинского хана Гуссейн-кули с заверениями возместить все убытки русским купцам и наказать виновных.
С 1800 по 1803 год также выходил в плавания в Каспийское море до берегов Персии для охраны российских купеческих судов.
Принимал участие в русско-персидской войне 1804—1813 годов. 23 июня (5 июля) 1805 года подошёл к крепости Энзели в составе отряда под общим командованием капитан-лейтенанта Е. В. Веселаго. 1 (13) июля корабли отряда вели бомбардировку позиций противника на берегу и высадили десант, захвативший плацдарм на берегу. Однако 20 июля (1 августа) среди солдат на берегу начались болезни и десант был снят с берега и отряд ушёл в море. 12 (24) августа 1805 года корабли отряда прибыли к Баку, 20 августа (1 сентября) с кораблей отряда велась бомбардировка города, а 22 августа (3 сентября) был высажен десант, который вновь захватил плацдарм на берегу. 3 (15) сентября в связи с тем, что боеприпасы заканчивались, а к противнику подошли подкрепления, десант погрузился на корабли и отряд ушёл от Баку.
В кампании 1806 по 1809 года совершал крейсерские плавания в районе Баку и вдоль персидских берегов.
По окончании службы в 1810 году фрегат № 1 был разобран в Астрахани.

## Командиры фрегата
Командирами фрегата № 1 в составе Российского императорского флота в разное время служили:
- П. И. Нелидов (1799—1800 годы);
- Ф. А. Дзивович (1801—1802 годы);
- Н. Н. Титов (1805—1809).

### Комментарии
1. ↑  Также в рамках серии были построены фрегаты «Кавказ», «Астрахань», «Кизляр» и № 2[1].
2. ↑  100 футов[2].
3. ↑  26 футов[2].
4. ↑  8 футов[2].